# José López Lira
José López Lira (1892 - 1965) fue un abogado y político mexicano, que fuera rector sustituto de la Universidad Nacional Autónoma de México. Participó en la Revolución mexicana y ocupó un gran número de cargos en el gobierno, culminando como Secretario de Bienes Nacionales en el gobierno de Adolfo Ruiz Cortines.
José López Lira fue abogado egresado del Colegio del Estado de Guanajuato, se unió al maderismo y posteriormente militó bajo las órdenes del Gral. José Siurob y también participó en la rebelión del Plan de Agua Prieta.
Ocupó numerosos cargos en el gobierno federal y de su estado natal, entre ellos los de Secretario de Gobierno de Guanajuato y Tlaxcala, subprocurador de la República, magistrado del Tribunal de Justicia del Distrito y Territorios Federales, ministro de la Suprema Corte de Justicia de la Nación de México, director general de Población, secretario general de la Universidad Nacional Autónoma de México y en 1952 el presidente Adolfo Ruiz Cortines lo nombró secretario de Bienes Nacionales e Inspección Administrativa.
Formó parte de la Comisión encargada de los Códigos Penal y de Procedimientos Penales en 1931, y participó en los proyectos de Ley de Amparo, Ley Orgánica del Ministerio público del Fuero Común, Ley Orgánica de Tribunales y otras, ente las que figura la Ley General de Población en 1936.